# Igrejinha de Copacabana

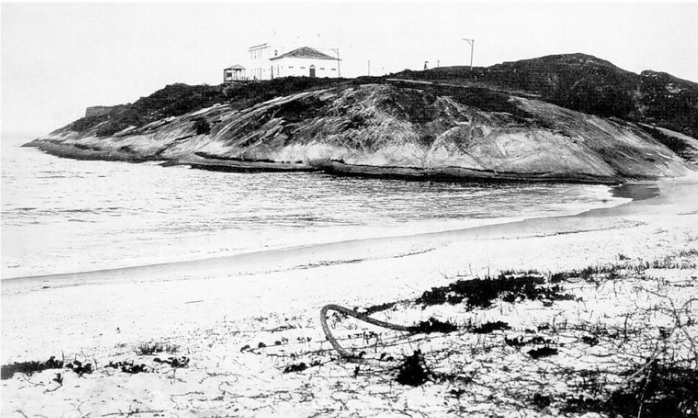
Igrejinha de Copacabana em 1906

Igrejinha de Copacabana foi um ermida católica em homenagem a Nossa Senhora de Copacabana que batizou o bairro de Copacabana, no Rio de Janeiro.

## História
Construída no início do século XVIII, no alto de uma colina e a beira mar, em frente a praia, que na época se chamava "Sacopenapã", tinha como finalidade servir ao culto religioso de uma pequena comunidade de pescadores. A pequena igreja foi construída no alto da ponta do granito (onde se encontra, na atualidade, o Forte de Copacabana) para homenagear Nossa Senhora de Copacabana. É desconhecida a autoria do mandante e dos construtores, mas é provável que os próprios pescadores tenham feito a tarefa de construção.
O relato mais antigo da igreja, refere-se a um documento de Dom Frei Antônio de Guadalupe, quando bispo do Rio de Janeiro, solicitando reparos no telhado, no alpendre e nas paredes, em 1732. Ainda nesta época, a igreja era propriedade particular.
Em 1746, houve uma reforma completa e a construção de uma casa para romeiros, graças a uma promessa de António de Nossa Senhora do Desterro Malheiro Reimão, bispo da Arquidiocese de São Sebastião do Rio de Janeiro. A promessa ocorreu quando o eclesiástico estava chegando a cidade de "São Sebastião do Rio de Janeiro" para assumir a diocese, vindo de Angola, e a sua caravela, ao entrar na baía de Guanabara, sofreu uma impetuosa borrasca. Em meio à chuva forte e os solavancos da embarcação, dom Antônio do Desterro avistou a igreja no alto da colina e prometeu para Nossa Senhora de Copacabana (o católico já conhecia a igreja quando passou rapidamente pela cidade, em sua viagem Portugal-Luanda), caso se salvasse, que faria melhorias na construção. Salvo do desastre eminente, quando assumiu a arquidiocese, cumpriu a promessa. A partir deste momento e com a intervenção financeira, a igreja e os terrenos adjacentes passaram a pertencer a Mitra Arquidiocesana.
A pequena ermida sofreu por administração fixa. Isto porque os devotos eram poucos e portanto, escassos eram as arrecadações. Sua manutenção também era dispendiosa, pois ficava à beira mar, exposta a fortes ventos e chuvas. Por estas razões, várias congregações receberam a igreja, mas sempre sendo devolvida a Mitra Arquidiocesana. Os primeiros a recusarem a tarefa, foram os monges beneditinos. Com a Ordem do Carmo, a igreja permaneceu por pouco tempo, sendo devolvida. O Seminário da Lapa administrou o local por alguns anos, mas em 1810, quando os carmelitas assumiram o seminário, a congregação devolveu, novamente, a pequena igreja.
Em meados do século XIX, o bispado terceirizou a administração da igreja. Já nos primeiros anos da república, o local onde se encontrava o templo, já sofria com a especulação imobiliária, pois o bairro já tinha o nome consagrado, graças a "igrejinha" que batizou a região.
Os primeiros governos republicanos investiram fortemente no Exército, que aos poucos foi desapropriando imóveis vizinhos a igreja. Em 1907, foi apresentado o projeto de um forte de frente para a praia, sendo considerado uma ponto estratégico para as forças armadas. O advento da Primeira Guerra Mundial praticamente ajudou o governo federal a romper os embaraços jurídicos e iniciou a construção de uma fortaleza no final da praia de Copacabana. Pressionada pelo governo e associado aos problemas administrativos que o templo apresentava, a Mitra Arquidiocesana vendeu o imóvel para o Exército Brasileiro pelo valor de 80 contos de reis, depois da aprovação do decreto de despropriação nº 12.924 de 20 de março de 1918. Logo em seguida, a igreja foi demolida para a criação de espaço físico para o Forte de Copacabana.
Com a desocupação, a imagem de Nuestra Señora de Copacabana, que desde o final do século XVIII já pertencia a igreja e que foi trazida da Bolívia, foi recolhida pela família Teffé e colocada na capela do Castelo São Manoel, propriedade da família Teffé em Petrópolis. A mesma imagem retornou para a nova Igrejinha de Copacabana, no Posto 6 junto ao Forte, em 8 de dezembro de 1953, quando o novo templo ainda era construído.